# Naoko Fukazu
Naoko Fukazu (née le 18 juin 1938 à Okazaki) est une pongiste japonaise. Elle a remporté plusieurs médailles mondiales dont un titre en simple en 1965 et un par équipe en 1967, trois médailles d'argent en simple, double et double mixte en 1967 et une par équipe en 1965 ainsi qu'une médaille de bronze en double mixte en 1965. Elle est également quadruple médaillée d'or aux Jeux asiatiques de 1966.